# Oberlausitzer Grenzurkunde

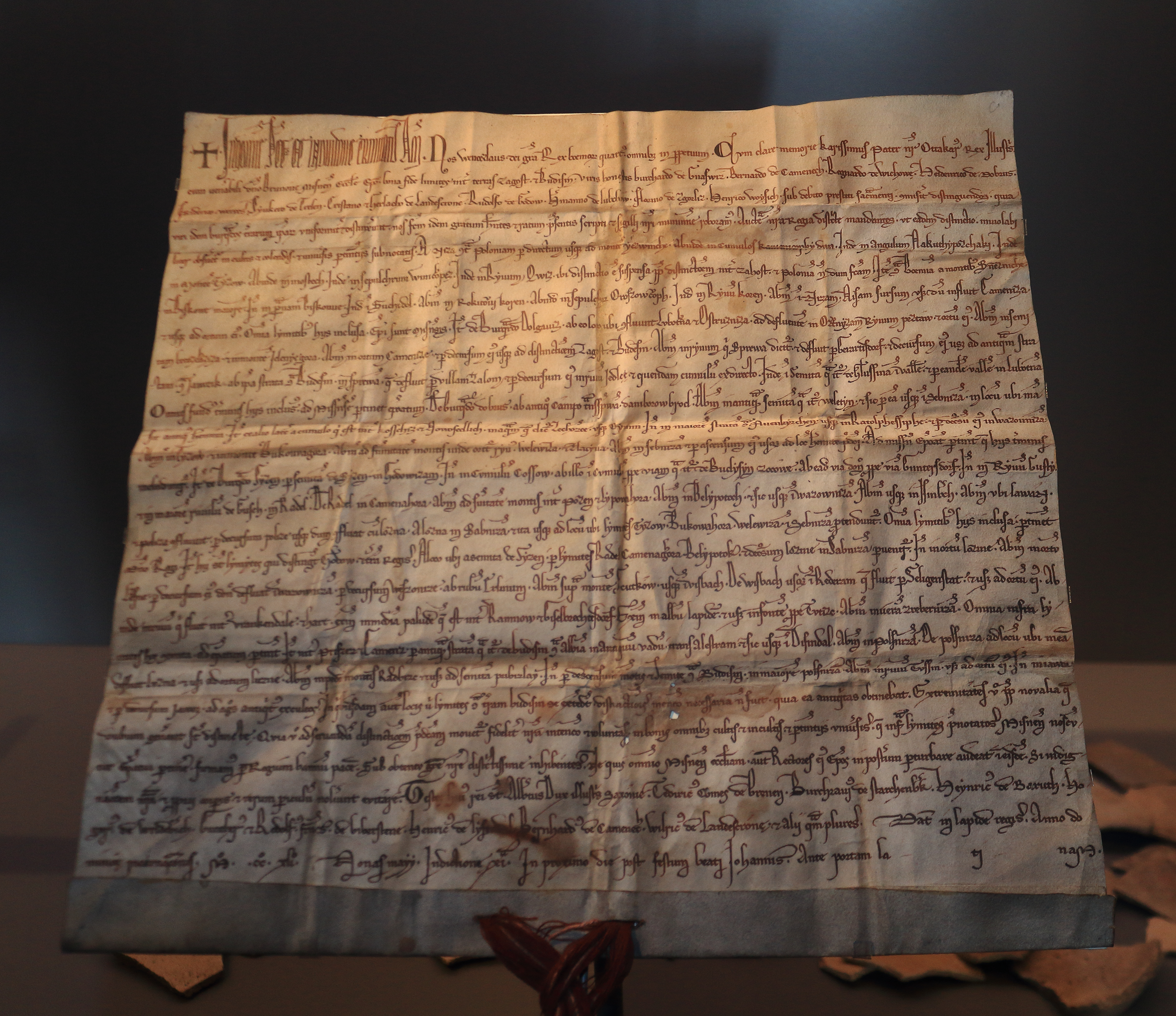
Oberlausitzer Grenzurkunde von 1241. Festung Königstein

Die Oberlausitzer Grenzurkunde definierte die Grenzen zwischen der zum Königreich Böhmen gehörenden Oberlausitz und den Besitzungen des Bischofs von Meißen. Sie wurde am 7. Mai 1241 von König Wenzel auf dem Königstein unterzeichnet. Viele der zwischen Bautzen, Sebnitz und Stolpen gelegenen Orte, die im Zuge des hochmittelalterlichen Landesausbaus gegründet worden waren, sind in der Oberlausitzer Grenzurkunde zum ersten Mal schriftlich erwähnt. Der Name Oberlausitzer Grenzurkunde ist nicht zeitgenössisch, er tritt erst in neuzeitlichen Publikationen auf.

## Vorgeschichte
Der Gau der sorbischen Milzener, die spätere Oberlausitz, war seit dem 10. Jahrhundert Expansionsziel der angrenzenden Länder. Das Gebiet war zuerst vom deutschen König abhängig, dann kurze Zeit polnisch, später wechselte der Besitz mehrfach zwischen den böhmischen Königen und den Markgrafen von Meißen, ehe das Land Budissin, wie die Oberlausitz damals hieß, 1158 für mehr als 450 Jahre ein Nebenland des Königreichs Böhmen wurde. Schon seit Anfang des 11. Jahrhunderts hatte aber auch das Hochstift Meißen durch verschiedene Schenkungen Besitzungen in der Oberlausitz erlangt, vor allem um Stolpen, Bischofswerda und Göda. Sowohl die Meißner Bischöfe als auch die Könige von Böhmen holten seit der 2. Hälfte des 12. Jahrhunderts verstärkt Kolonisten ins Land, ließen die Wälder roden und neue Dörfer anlegen. Die meisten Ortsgründungen der Oberlausitz gehen auf die Jahrzehnte zwischen 1150 und 1240 zurück. Um 1220 war das zur Besiedlung geeignete Land weitgehend verteilt und zwischen den Gefolgsleuten des Königs und des Bischofs entstanden zahlreiche Grenzstreitigkeiten. Eine genaue Festlegung, welche Gebiete zu Böhmen gehörten und welche dem Meißner Hochstift, war notwendig geworden.

## Die Festlegung der Grenze

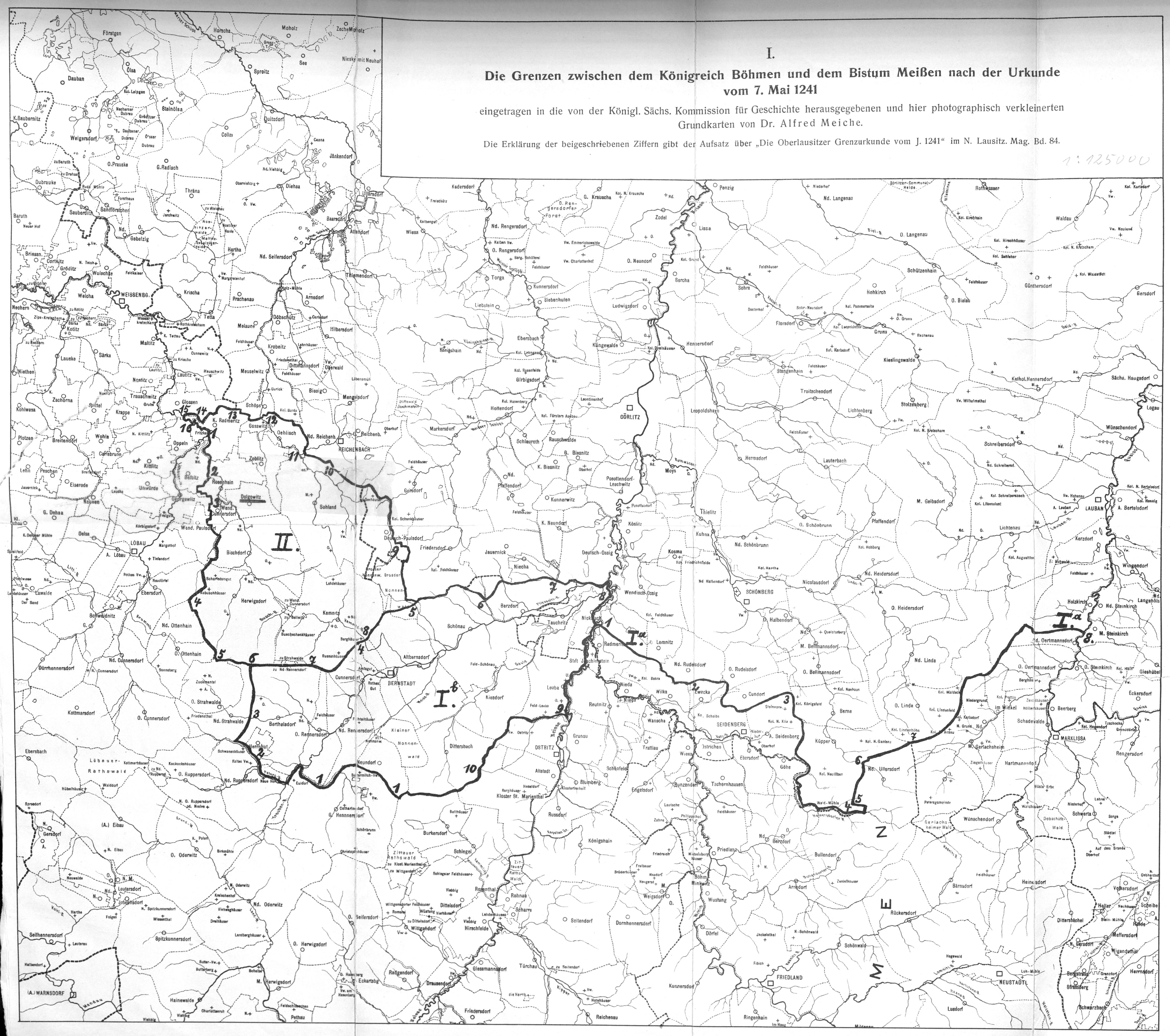
Oberlausitzer Grenzurkunde Karte 1 (östlicher Teil) von Alfred Meiche. Angaben zu den Grenzpunkten unten in „Anmerkungen zu Grenzabschnitt …“.

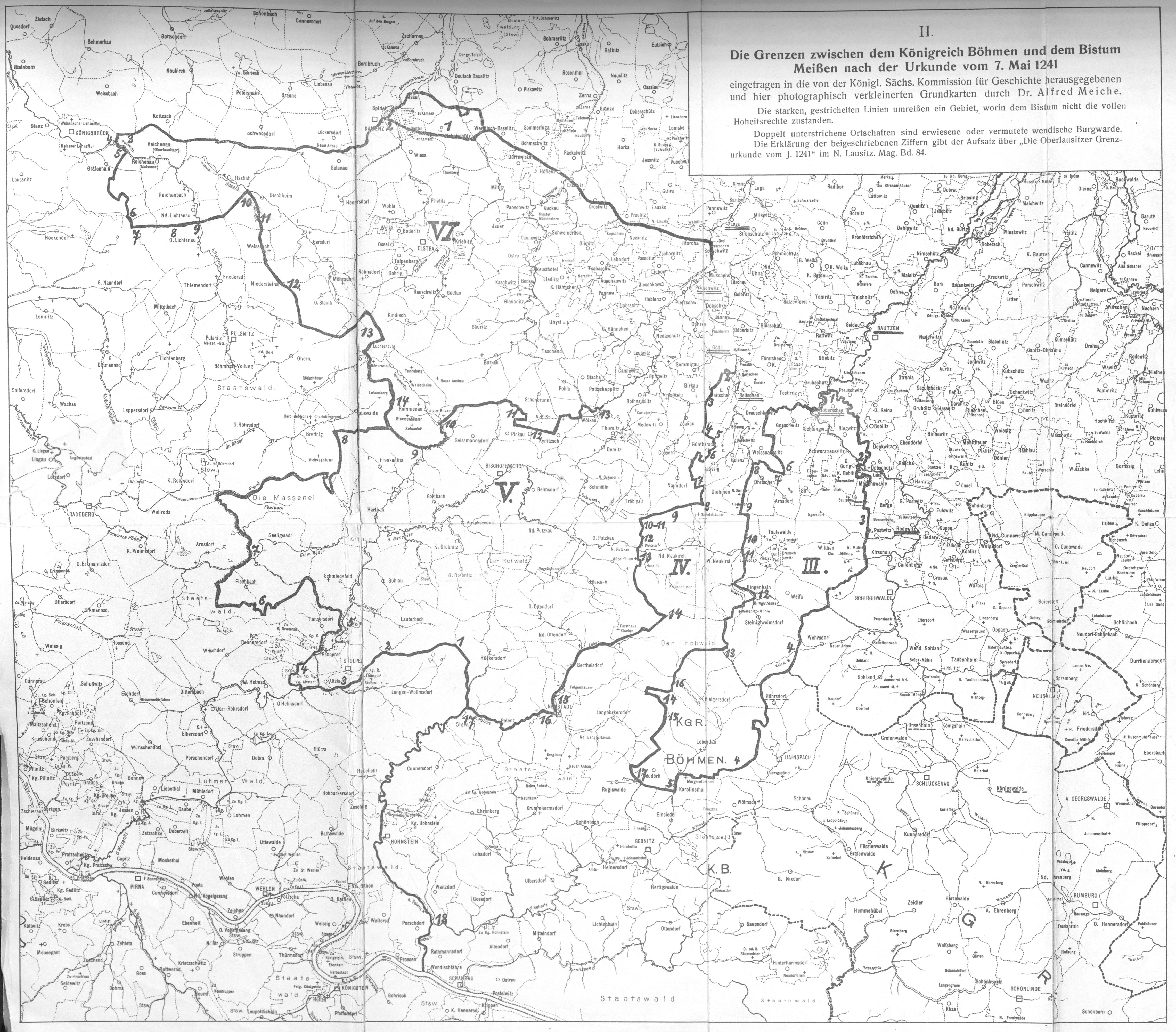
Oberlausitzer Grenzurkunde Karte 2 (westlicher Teil) von Alfred Meiche. Angaben zu den Grenzpunkten unten in „Anmerkungen zu Grenzabschnitt …“.

Die Besiegelung der Urkunde durch König Wenzel I. 1241 auf dem Königstein stellte den Abschluss eines längeren Prozesses dar, den Richard Jecht akribisch rekonstruiert hat.:72–73
1. Im Jahre 1213 führten 12 Männer eine Scheidung der Burgwarde innerhalb der Länder Zagost und Budissin durch.
2. Im Jahre 1223 unternahmen dieselben Männer, im Auftrag des Königs Otakar und des Kronprinzen Wenzel, der damals dux Budissinensis war, sowie des Bischofs Bruno von Meißen, eine neue Berainung ähnlichen Inhalts. Sie fertigten darüber ein Protokoll an, das sich auch auf ihre frühere Arbeit von 1213 stützte und in die spätere Grenzurkunde einging. Es enthielt etwa 100 Geländemerkmale, die den Grenzverlauf bestimmten. Am häufigsten wurden Wasserläufe genannt, die die Grenzlinie über eine längere Strecke definierten, gefolgt von Bergen und Hügeln. Das Fehlen von Grenzmalen, die von Menschen gesetzt sind, zeigt, dass man ihnen möglicherweise in dieser Schlussphase des Landesausbaus noch weniger Authentizität zubilligte als den überkommenen Kennzeichnungen von Grenzen.[2]:136
3. Auf der Grundlage dieses Berainungsprotokolles von 1223 wurden 1228 durch Vermittlung des Mainzer Bischofs Siegfried II. von Eppstein zwei Urkunden zur Besiegelung durch die beiden böhmischen Könige ausgestellt, die jedoch nicht vollzogen wurden.
4. Erst 1241 wurde die Urkunde von König Wenzel vollzogen.

Richard Jecht vermutet, dass die Urkunde 1228 nicht ratifiziert wurde, weil die böhmische Seite mit dem Ergebnis unzufrieden war. Nach der Schlacht bei Liegnitz am 7. April 1241 befürchtete König Wenzel jedoch mongolische Einfälle in Mähren und der Oberlausitz und suchte Verbündete. Deshalb unterzeichnete er am 7. Mai 1741 auf dem Königstein im Beisein des Meißner Bischofs Konrad die Urkunde.
Die Tatsache, dass vier Ausfertigungen der Urkunde überliefert sind, die sich in einigen Passagen deutlich unterscheiden, erklärt Jecht folgendermaßen: Nachdem Wenzel seine Zustimmung zur Ratifikation gegeben hatte, gab Bischof Konrad seiner Kanzlei den Auftrag, zwei Ausfertigungen, A und B, anzufertigen – eine für das bischöfliche und eine für das königliche Archiv. Die bischöfliche Kanzlei nahm die nicht bestätigte Urkunde von 1228 als Grundlage, ließ aber den Anfang von 1228 stehen, ersetzte jedoch den Schluss (Zeugen und Datierung) nach den geänderten Verhältnissen vom Mai 1241. Die Kanzlei Wenzels fand in diesen Urkunden, die durch ihren Anfang und ihr Ende eine Zwittergestalt hatten, keinen Fehler und versah A und B mit dem königliche Siegel. Danach aber bemerkte man, dass man zwei in sich ganz widersprüchliche Urkunden bestätigt hatte, ließ zwei neue, einwandfreie Urkunden C und D ausfertigen und mit zwei gleichen Siegeln versehen. Alle vier Ausfertigungen liegen heute im Hauptstaatsarchiv Dresden.

### Grenzverlauf
Die Grenzurkunde beschreibt sechs Gebiete, von denen vier dem Bischof von Meißen zugeordnet werden:
1. Das Gebiet zwischen Neiße und Queis (Ia) und der Eigensche Kreis (Ib) – meißnisch.
2. Das Gebiet um den ehemaligen Burgward Dolgowitz (II) – meißnisch.
3. Das Gebiet um den ehemaligen Burgward Doberschau (III) – meißnisch.
4. Das Gebiet des ehemaligen Burgward Seitschen und das Gebiet östlich einer Grenzlinie entlang der Sebnitz, Polenz und Wesenitz bis zur Elbe (IV) – böhmisch.
5. Das Gebiet um Bischofswerda und Stolpen (V) – meißnisch.
6. Das Gebiet zwischen einem Ort Prisez und Kamenz (VI) – ohne Herrschaftszuordnung. Prisez wird im Historischen Ortsverzeichnis von Sachsen dem Dorf Prietitz zugeordnet, das heute nach Elstra eingemeindet ist.[3] Im Anschluss an Max Jäneckes historisch-geografische Untersuchungen[4] sieht Gerhard Billig „Prietiz als Mittelpunkt eines hypothetischen Burgwards, aus dem ein letzter bischöflicher Bezirk hervorging“[2]:153, der aber um 1250 aufgelöst wurde.[2]:153. Alfred Meich hatte sich aus philologischen Gründen für Prisez = Prischwitz entschieden.

Die Frage nach dem genauen Verlauf der 1241 festgelegten Grenzen beschäftigte die Historiker seit Anfang des 19. Jahrhunderts. Im Jahre 1908 veröffentlichte Alfred Meiche eine umfassende Interpretation der Urkunde, die bis heute weitgehend akzeptiert ist. Einschränkend meint Gertraud Eva Schrage: „Die im Zusammenhang mit dem Zagost [Abschnitt Ia] überlieferten Namen sind jedoch auch in dieser Urkunde nicht zu identifizieren, so daß die von Alfred Meiche vorgenommene Interpretation so gut wie nicht nachvollzeihbar ist.“
Die Deutung der Grenzurkunde wird vor allem dadurch erschwert, dass für die Geländemerkmale alte, längst verschwundene Namen verwendet werden. Oft sind sie nur nach dem Hörensagen aufgeschrieben wie z. B. Nakuchipozkaki im Grenzabschnitt Ia, was Meiche als eine phonetische Wiedergabe des slawischen na kuči po kački deutete und als im Winkel an der Katzbach übersetzte, da die Katzbach auch Kočka hieß. Außerdem benutzte Meiche historische Urkunden über Schenkungen und Dienst- bzw. Abgabepflichten, die für einzelne Orte darüber Auskunft geben, ob sie unter meißnischer oder böhmischer Herrschaft standen. Eine weitere Schwierigkeit besteht darin, dass in der Urkunde nur die groben Eckpunkte der Grenzen angegeben sind, weshalb sich Meiche zusätzliche „auf topographische Untersuchungen [stützt], die zeigen, dass sich die alten Herrschaftsgrenzen zumeist dem Laufe heutiger Flurgrenzen anschmiegen.“:155 Er nutzte vor allem den Topographischen Atlas des Königreichs Sachsen, der von Jakob Andreas Hermann Oberreit erstellt und zwischen 1836 und 1860 veröffentlicht wurde.
Die nebenstehenden Karten zeigen den von Meiche rekonstruierten Grenzverlauf. Erklärungen zu einzelnen Grenzpunkten stehen unten in den Anmerkungen zum Urkundentext.

## Die Urkunde
Die Oberlausitzer Grenzurkunde liegt in vier im Jahr 1241 von verschiedenen Händen geschriebenen Exemplaren im Sächsischen Hauptstaatsarchiv Dresden, Signatur 00366a. Die vier Exemplare werden mit den Großbuchstaben A, B, C und D bezeichnet. Der Text des Exemplars A ist abgedruck im Codex diplomaticus Saxoniae regiae. Die Ausfertigung D und einen Vergleich der vier Exemplare hat Richard Jecht 1919 publiziert.:88–93

### Text der Urkunde
Der nachfolgende lateinische Text folgt der Fassung D von Richard Jecht. Die deutsche Übersetzung lehnt sich an die bei Christine Klecker und Gerhard Billig:134–154 angegebenen Übersetzungen an, weicht aber ab, um die Zeilenstruktur einzuhalten. Bei topografischen Bezeichnungen wird in der Übersetzung der heutige Name angegeben, wenn die Zuordnung unzweifelhaft ist. Die Überschriften dienen der Gliederung und sind nicht Bestandteil der Urkunde. Die Anmerkungen sind so nummeriert, dass sie den Punkten in Alfred Meiches Karten entsprechen, z. B. verweist Anmerkung IV,7 auf Punkt 7 im Grenzabschnitt IV.

Bei ausreichender Fensterbreite werden Original und Übersetzung nebeneinander angezeigt.
Eingangsprotokoll

† In nomine sancte et individue trinitatis. Amen

Wenzezlaus, dei gratia rex Boemorum quartus, omnibus

in perpetuum.

Cum clare memorie karissimus pater noster Otokarus

rex illustris cum venerabili domino Brunone Misnensis

ecclesie episcopo bona fide limites inter terras Zagost et Bvdissin

viris honestis Burkardo de Gnaswitz, Bernardo de

Kamentze, Reinhardo de Wichowe, Heidenrico de

Dobrvs, Friderico Wertes, Suickero de Ztraele,

Christano et Gerlaco, de Landeschrone, Rvdolfo de

Godowe, Hermanno de Lvbchowe, Florino de Gorlitz

et Heinrico de Woisitz sub debito prestiti sacramenti

commiserit distinguendos, quia idem viri burquardos terrarum

ipsarum vniformiter distinxerunt, nos factum idem gratum

habentes et ratum presentis scripti testimonio et sigilli nostri

munimine roboramus auctoritate nostra regia districte mandates,

vt eadem distinctio inuiolabiter obseruetur in cultis et colendis

et vniuersis pertinentiis subnotatis.
Eingangsprotokoll

† Im Namen der heiligen und unteilbaren Dreifaltigkeit. Amen.

Wenzeslaus von Gottes Gnaden vierter König von Böhmen, allen

für immer.

Als unser teuerster Vater Ottokar berühmten Angedenkens,

der erlauchte König, mit dem ehrwürdigen Herrn Bruno von Meißen,

Bischof der Kirche, um in gutem Vertrauen die Grenzen zwischen den Ländern Zagost und Budissin

zu bestimmen, die ehrbaren Männer Burkhard von Gnaschwitz, Bernhard von

Kamenz, Reinhard von Weicha, Heidenreich von

Doberschau, Friedrich Wertes, Suidger von Strehla,

Christian und Gerlach von der Landeskrone, Rudolf von

Göda, Hermann von Lubachau, Florin von Görlitz

und Heinrich von Woisitz unter der Verpflichtung des heiligen Eides

beauftragte, weil dieselben Männer die Burgwarde derselben Länder

einträchtiglich getrennt haben, halten wir diesen Sachverhalt für willkommen

und gültig durch das Zeugnis des vorliegenden Schreibens und bekräftigen es

durch die Befestigung unseres Siegels. Mit unserer königlichen Autorität weisen wir an,

dass die Festlegungen unverletzlich beachtet werden in bebauten, zu bebauenden

und allen Zugehörungen, die unten aufgeführt sind.
Grenzabschnitt Ia (Zeilen 19–24) ................................................

A Niza contra Poloniam: Per directum usque ad mon-

tem Yezwinche; abinde in cumulos Kamenikopkidua; inde in

angulum Nakuchipozkaki; inde in montem Tizowe; abinde

in Moztet; inde in sepulchrum Winichopez; inde in

riuum Qviz. Ibi distinctio est suspensa propter distinctionem

inter Zagost et Poloniam nodum factam.
Grenzabschnitt Ia (Meiche S.153–162)

Von der Neiße gegen Polen: Geradewegs bis zum Berg

Yezwinche; von dort zu den Hügeln Kamenikopkidua; von dort zum

Winkel Nakuchipozkaki von da zum Berg Tizowe, von da

zum Moztet; von da zum Grabmal Winichopez;; von da zum

Fluss Queis. Dort ist die Festlegung ausgesetzt, weil die Trennung

zwischen Zagost und Polen noch nicht getroffen ist.
Grenzabschnitt Ib (Zeilen 25–31) ................................................

Item contra Boemiam: A montibus Snesnize in

Bischowe maiorem; inde in paruam Bischowe; inde in

Zvchidol; abinde in Rokitowikeren; abinde in sepulchrum

Droszowicoph; inde in riuum Koren; abinde in Nizzam;

Nizzam sursum, usque dum influit Kameniza, et usque

ad ortum eius. Omnia limitibus hiis inclusa episcopi sunt

Misnensis.
Grenzabschnitt Ib (Meiche S.162–174)

Desgleichen [d. h. von der Neiße] gegen Böhmen: Von den Bergen Snesnize

zur großen Bischowe; von da zur kleinen Bischowe; von da

nach Zuchidol; von da nach Rokitowikeren; von da zum Grabmal

Droszowicoph; von da zum Fluss Koren; von da zur Neiße;

die Neiße aufwärts, bis zur Mündung der Kameniza, und bis

zu deren Ursprung. Alles, was diese Grenzen einschließen, gehört dem Bischof

von Meißen.
Grenzabschnitt II (Zeilen 32–44) ................................................

Item de burquardo Dolgawitz: Ab eo loco, vbi influit

Lvbotna et Oztsniza, ad defluentem in Oztsnizam riuum

Peztowe et ortum eius; abinde in semitam Betozkaziza et in

montem Jelenihora; abinde in ortum Camenize et per decur-

sum eius usque ad distinctionem Zagost et Bvdissin; abinde

in riuum, qui Sprewa dicitur et defluit per Gerhartsdorf,

et decursum eius usque ad antiquam stratam contra Jawornik;

ab ipsa strata contra Bvdissin in Sprewam, que defluit per

villam Zalom, et per decursum eius in riuum Jedle et

quendam cumulum ex directo; inde in semitam, qua itur de

Glussina in vallem, et per eandem vallem in Lvbotam.

Omnis fundus terminis hiis inclusus ad Misnensem pertinet

episcopatum.
Grenzabschnitt II (Meiche S.174–181)

Desgleichen über den Burgward Dolgowitz: Von dem Ort, wo zusammenfließen

Lubotna und Oztsniza, zur Mündung in die Oztsniza des Baches

Peztowe und zu dessen Ursprung; von dort zum Pfad Betozkaziza und zum

Berg Jelenihora; von dort zum Ursprung der Kemnitz und diese abwärts

bis zur Grenze zwischen Zagost und Budissin; von da

zum Fluss, der Sprewa genannt wird und durch Gersdorf fließt,

diesen abwärts bis zur alten Straße gegen Jauernick;

von derselben Straße gegen Budissin zur Sprewa, die fließt durch

das Dorf Sohland, und an diesem Wasserlauf bis zum Fluss Jedla und

geradeaus zu einem gewissen Hügel; von da zu dem Steig, der führt von

Glossen in das Tal, und durch dasselbe Tal zur Lubota.

Aller Boden, der in diesen Grenzen eingeschlossen ist, gehört dem Meißner

Bischof.
Grenzabschnitt III (Zeilen 45–56) ...............................................

De burquardo Dobrus: Ab antiquo campo trans Sprewam

Daniberowobrod; abinde in antiquam semitam, qua itur

Weletin, et sic per eam usque in Sebnizam in locum, ubi

mansit antiquitus heremita. Item ex alio latere a cumulo,

qui est inter Kossiciz et Nowozodliz, in aquam, que dicitur

Zehohzere usque Dimin; inde in maiorem stratam contra

Niwenkyrchin usque in Ratolfis siffen et per decursum eius

in Wazownizam; abinde in Tyzowe et in montem Bvcko-

wagora; abinde ad summitatem montis, unde oritur riuus

Welewiza et Zlatwina; abinde in Sebnizam et per ascensum

eius usque ad locum heremite predicti. Ad Misnensem

episcopatum pertinet, que terminis includuntur.
Grenzabschnitt III (Meiche S.171–189)

Über den Burgward Doberschau: Von dem alten Feld über die Spree

Daniberowobrod; von da zum alten Steig, der führt nach

Wilthen, und so auf diesem bis zur Sebnitz zu dem Ort, wo

von alters her ein Einsiedler wohnt. Desgleichen von der anderen Seite von dem Hügel,

der zwischen Katschwitz und Weißnaußlitz liegt, zum Wasser, das genannt wird

Zehohzere, bis Diehmen; von dort auf der oberen Straße gegen

Neukirch bis zu Ratolfis siffen und diese abwärts

bis zur Wesenitz; von dort zur Tyzowe und zum Berg

Buckowagora; von dort zum Gipfel des Berges, wo entspringt der Fluss

Welewiza und die Zlatwina; von dort zur Sebnitz und aufwärts

diese bis zum Ort des vorgenannten Einsiedlers. Zum Meißner

Bistum gehört, was in diesen Grenzen eingeschlossen ist.
Grenzabschnitt IV (Zeilen 57–69) ..............................................

Item de burquardo Sizen: Per semitam de Sizen in

Godowizam; inde in cumulum Cossowe; ab illo in cumulum

prope viam, qua itur de Bvdissin Zocowe; ab eadem

via donec prope viam Gvnthersdorf; inde in riuum

Guzk et in maiorem riuulum; de Guzk in Radel; de Radel

in Camenahora; abinde ad summitatem montis inter Poren

et Lipowahora; abinde in Belipotoch et sic usque in

Wazownizam; abinde in Isenberch; abinde vbi

Lawan et Poliza confluent, per decursum Polize, usque dum

confluat cum Lozna; a Lozna in Sabnizam et ita usque

ad locum, ubi limites Tyzowe, Bvcowahora, Wele-

wiza in Sebnizam protenduntur. Omnia limitibus hiis inclusa

ad dominum regem spectant.
Grenzabschnitt IV (Meiche S.189–202)

Desgleichen über den Burgward Seitschen: Auf dem Pfad von Seitschen zum

Gödaer Wasser; von dort zum Hügel Cossowe; von dort zum Hügel

nahe dem Weg, der von Budissin nach Zockau führt; von diesem

Weg bis nahe an den Weg [nach] Günthersdorf, von dort zum Bach

Gaußiger Wasser, und zum größeren Bach; von Gaußig zum Radel; vom Radel

zum Camenahora; von dort zum Gipfel des Berges zwischen Poren

und Lipowahora; von dort nach Belipotoch und so bis zur

Wesenitz; von dort zum Isenberch; von dort, wo

Lawa und Polenz zusammenfließen, die Polenz abwärts, bis

sie mit der Lozna zusammenfließt; von der Lozna zur Sebnitz und so bis

zu dem Ort, wo die Grenzen von Tyzowe, Bucowahora, Wele-

wiza bis an die Sebnitz reichen. Alles, was in diesen Grenzen eingeschlossen ist,

gehört dem Herrn, dem König.
Grenzabschnitt V (Zeilen 70–83) ...............................................

Item hii sunt limites, qui distinguunt Godowe et

terram regis: A loco, vbi a semita de Syzen per limites

Radel, Camenahora, Belipotoch et decursum Lozine in

Sabnizam peruenitur, inde in ortum Lozine; abinde in ortum

Lezsne sicce et per decursum eius, donec defluat in

Wazowenizam; per decursum Weszonize ad Rvbum

Erlinum; abinde super montem Scutkowe usque in Visch-

pach; de Vischpach usque in Rederam, que fluit per

Saelinginstat et usque ad ortum eius; abinde in riuum, qui

fluit inter Frankintal et Herte; exinde in mediam paludem,

que est inter Ramnowe et Gisilbrehtisdorf; exinde in

Album Lapidam et usque in fontem prope Tvtzik; abinde in

veram Zrebernizam. Omnia infro hos limites contenta

ad Misnensem pertinent ecclesiam.
Grenzabschnitt V (Meiche S.202–215)

Ebenso sind dies die Grenzen, die trennen Göda und

das Land des Königs: Von dem Ort, wo der Pfad von Seitschen über die Grenzen

Radel, Camenahora, Belipotoch und die Lozina abwärts zur

Sebnitz verläuft, von dort zum Ursprung der Lozina; von dort zum Ursprung

der trockenen Lezsna und diese abwärts, bis sie mündet in

die Wesenitz; die Wesenitz abwärts zum Wald

Erlinum; von dort über den Berg Scutkowe bis nach/zum Fischbach;

von Fischbach bis zur Schwarzen Röder, die fließt durch

Seeligstadt und bis zu ihrem Ursprung; von dort zum Bach, der

zwischen Frankenthal und Großharthau fließt; von dort in den mittleren Sumpf,

der zwischen Rammenau und Geißmannsdorf ist; von dort

zum Weißen Stein und bis zur Quelle nahe Tutizk; von dort zur

echten Zreberniza. Alles innerhalb dieser Grenzen enthaltene

gehört zur Meißner Kirche.
Grenzabschnitt VI (Zeilen 84–97) ..............................................

Item inter Prisez et Camentze: Per antiquam stratam,

qua itur de Bvdissin contra Albeam, in antiquam vadum

trans Alestram et sic usque in Tiffindal; abinde in Polsnizam;

de Polsniza ad locum, vbi in eam defluit Lvsna, et

usque ad ortum Lusne; abinde in pedem montis Radebizk

et usque ad semitam Pribizlai; inde per descensum montis

et semite contra Bvdissin in maiorem Polsnizam; per

eandem semitam in minorem Polsnizam; abinde in riuum Tvssin

usque ad ortum eius; inde in Jawor et per decursum Jawor ad

agros antiquitus excultos.

In qibusdam autem locis, vbi limites contra terram

Bvdissin se extendunt, distinctionis mentio necessaria non

fuit, quia ea antiquitas obtinebat. Extremitates vero

propter noualia, que dubium generant, sunt distincte.
Grenzabschnitt VI (Meiche S.215–233)

Desgleichen zwischen Prisez und Kamenz: Über die alte Straße,

die von Bautzen zur Elbe führt, zur alten Furt

durch die Elster und so bis zum Tiefental; von dort zur Pulsnitz;

von der Pulsnitz zum Ort, wo die Lusna in sie mündet, und

bis zum Ursprung der Lusna, von dort zum Fuße des Keulenbergs

und bis zum Steig des Pribislaus; von dort über den Abhang des Berges

und den Steig gegen Budissin zur großen Pulsnitz; über

denselben Seig zur kleinen Pulsnitz, von dort zum Bach Tussin

bis zu dessen Ursprung; von dort zum Jawor und vom Jawor abwärts bis

zu den seit alters kultivierten Äckern.

Aber an bestimmten Orten, wo die Grenzen bis zum Land

Budissin reichen, war eine Erwähnung der Abgrenzung nicht notwendig,

weil diese seit alter Zeit festgelegt sind. Die Flurgrenzen aber,

die wegen der neuen Rodungen Zweifel erzeugten, sind tatsächlich entschieden.
Poenformel, Beglaubigung und Schlussprotokoll

Quia vero ad seruandam distinctionem predictam mouetur

fideliter nostra intentio et voluntas in bonis omnibus cultis

et incultis et pertinentiis vniuersis, que infra limites

prenotatos Misnensi noscuntur episcopatui pertinere, firmamus

per regium bannum pacem, sub obtentu gracie nostre distric-

tissime inhibentes, ne quis omnio Misnensem ecclesiam aut

rectores eius episcopos in posterum pertubare audeant

in eisdem, si indignationem nostram et proprii corporis et

rerum periculum voluerit euitare.

Testes huius rei sunt: Albertus illustris dux Saxonie,

Theodericus comes de Bren, Erkimbertus burch-

gruius de Strakinberch, Hogerus de Frideberch,

Heinricus de Barvth, Gvntherus et Rudolfus fratres

de Biberstein, Heinricus de Liebintal, Bernhardus de

Kamentze, Wilricus de Landischrone et alii quam plures.

Datum in Lapide Regis anno dominice incarnationis

MCCXLI. Nonas Maii, indictione quartadecima, pro-

xima die post festum beati Johannis ante portam Latinam.
Poenformel, Beglaubigung und Schlussprotokoll

Weil aber unsere Absicht und unser Wille aufrichtig bedacht sind auf die Einhaltung

der vereinbarten Grenzfestlegung in allen bebauten und

unbebaute Gütern und allem dazugehörenden, das innerhalb der

vorbenannten Grenzen zum Meißner Episkopat gehört, bekräftigen wir

mit dem königlichen Bann den Frieden, unter dem Schutz unserer Gnade

verhängen wir strengstens, dass niemand die gesamte Meißner Kirche oder

ihre leitenden Bischöfe in Zukunft zu stören wagen soll,

wenn er unserer Entrüstung und der Gefahr für Körper und

Eigentum entgehen will.

Zeugen dieser Sache sind; Albrecht, erlauchter Herzog von Sachsen,

Theodoricus Graf von Brehna, Erkimbert Burg-

graf von Starkenberg, Hoyer von Friedeburg,

Heinrich von Baruth, Günther und Rudolf Gebrüder

von Biberstein, Heinrich von Liebethal, Bernhard

von Kamenz, Wilrich von Landeskrone und viele mehr.

Gegeben auf dem Königstein im Jahre der Menschwerdung des Herrn

MCCXLI. Am neunten Mai, in der 14. Indiktion, am Tag nach

dem Fest des heiligen Johannes vor dem lateinischen Tor.
Das doppelseitige Wachssiegel trägt auf der Vorderseite das Bild des Königs Wenzel mit der Umschrift + PAX REGIS WENCEZLAI IN MANV SANCTI WENCEZLAI, auf der Rückseite das Bild des heiligen Wenzel mit der Umschrift + SANCTUS WENCEZLAUS BOEMORUM DUX. Die Siegel aller vier Ausfertigungen sind einheitlich.:67

## Weitere Entwicklung
Durch Besitzwechsel vieler Orte änderte sich die böhmisch-meißnische Grenze im Spätmittelalter mehrfach. So kam z. B. die Herrschaft Seidenberg um 1241 wieder in den Besitz der Böhmischen Krone. Durch Schenkung und Kauf gelangte der Eigensche Kreis zwischen 1248 und 1285 vollständig an das Kloster St. Marienstern. Die Herren von Kamenz, deren Besitz zunächst nördlich der Via Regia lag, dehnten ihre Herrschaft auf weiter südlich gelegenes bischöfliches Gebiet aus.
Der nördliche Teil der Grenzlinie, etwa ab dem Keulenberg, blieb rund 400 Jahre bestehen, bis das Markgraftum Oberlausitz 1635 unter die Herrschaft der sächsischen Kurfürsten kam.